# Carlos de Castro Borges
Carlos de Castro Borges, o Cacá (Rio de Janeiro, 31 de agosto de 1932 — Rio de Janeiro, 7 de junho de 2017) foi um futebolista e engenheiro brasileiro que atuou como lateral-direito, jogando pelo America do Rio, de onde se transferiu para o Fluminense (RJ) em 1955, dai para o Botafogo (RJ) em 1958, e em 1964, foi jogar na Associação Portuguesa de Desportos (SP).
Atuou ao lado de grandes craques como o grande Mané Garrincha, Amarildo e a "Enciclopédia do futebol", Nilton Santos, ao qual fez visitas constantes até o fim da vida do lateral-esquerdo. O Botafogo foi o clube onde Cacá conseguiu marcar mais o seu nome e foi lá, também, que ganhou o título de 1961. Em 1958 foi convocado para os treinos da seleção brasileira da Copa de 1958 na Suécia, mas não chegou a participar.